# 2-Methylthiophen
2-Methylthiophen ist eine chemische Verbindung aus der Gruppe der Thiophen-Derivate. Sie kann entweder aus 2-Methylfuran oder durch Reaktion von Chlorwasserstoff und Formaldehyd mit Thiophen und anschließender Reduktion gewonnen werden.

## Verwendung
2-Methylthiophen wurde als Aromastoff für Lebensmittel verwendet, wobei der Einsatz durch eine Änderung der Verordnung (EG) Nr. 1334/2008 im Jahr 2014 verboten wurde.